# Philippe Noiret
Philippe Pierre Fernand Noiret (Lilla, 1 d'octubre de 1930 - París, 23 de novembre de 2006) fou un actor de cinema francès. Va interpretar, entre molts altres, el paper de Pablo Neruda a la pel·lícula Il postino, i també el paper d'Alfredo de Cinema Paradiso.

## Biografia
Va desenvolupar la seva carrera principalment a França i Itàlia, i és recordat internacionalment per les seves actuacions en la pel·lícula Cinema Paradiso (1989), per la qual va rebre el premi BAFTA al millor actor, i en Il postino (1994).
Guanyador de dos Premis César per El vell fusell (1976), i per La vida i res més (1990). Va rebre el 2005 la condecoració Legió d'Honor, en el grau de Cavaller.
Nascut en una família de petits comerciants, va passar la seva infantesa a Tolosa de Llenguadoc. Va estudiar a París, en el Lycée Janson de Sailly de París i en el Collège de Juilly, en Sena i Marne. Es va incorporar al cor del col·legi, on va demostrar suficient qualitat de veu com per participar, el 1949, en una missa en la Basílica de Sant Pere del Vaticà.
Després d'haver fracassat en tres oportunitats els seus exàmens de batxillerat, el 1950 va abandonar els estudis i es va inscriure en un curs d'art dramàtic a París, per després continuar en el Centre dramatique de l'Ouest, a Rennes. El literat Henry de Montherlant el va convèncer de seguir la carrera d'actor.
El 1953 es va postular al Théâtre National Populaire, una institució estatal, en el qual va ser acceptat, iniciant la seva carrera professional com a actor fins a 1960, període en el qual va interpretar més de quaranta obres, incloent clàssics com El Cid, Macbeth, Don Joan o el festí de pedra, Les noces de Fígaro, El malalt imaginari i L'escola de les dones.
Al mateix temps es va presentar amb èxit en un duo amb Jean-Pierre Darras, que satiritzava a personatges polítics de l'època, com Charles De Gaulle, Michel Debré i André Malraux.
En el Théâtre National Populaire va conèixer l'actriu Monique Chaumette, amb qui es va casar el 1962 i amb qui va tenir la seva filla, Frédérique Noiret.
El 1956, va fer el seu primer paper cinematogràfic en el film La Pointe-courte d'Agnès Varda, en un reemplaçament d'última hora de l'actor Georges Wilson, que va emmalaltir i va haver d'abandonar.
El 1960 va deixar definitivament el Théâtre National Populaire, i va començar la seva carrera com a actor de cinema en la pel·lícula Zazie dans le métro (1960) de Louis Malle, seguida de Thérèse Desqueyroux (1962) de Georges Franju. Es va fer conegut entre el públic de cinema francès, però no va aconseguir un paper important fins al 1966, en la pel·lícula La Vie de château de Jean-Paul Rappeneau
Va aconseguir un èxit rotund al seu país amb la pel·lícula L'art de viure... però bé (1967) d'Yves Robert; altres pel·lícules destacades van ser La nit dels generals (1967) de Anatole Litvak, i Topaz (1969) d'Alfred Hitchcock.
En la dècada de 1970 va participar en més de trenta pel·lícules entre les quals destaquen els films La guerra de Murphy (1971) de Peter Yates; La Gran Bouffe, 1973, de Marco Ferreri, pel·lícula controvertida a la seva època, demostrant en ella la seva gran versatilitat, al costat de la seva esposa Monique, que també va tenir un paper en el film. Una altra pel·lícula destacada va ser El rellotger de Saint Paul (1974) de Bertrand Tavernier, el primer film del director i amb qui col·laboraria en diverses pel·lícules més.
Va rebre el seu primer Premi César al millor actor, per la seva participació en El vell fusell (1975), de Robert Enrico. Altres films destacats van ser Un taxi mauve (1977), d'Yves Boisset, i Però, qui mata als grans xefs? (1978) de Ted Kotcheff.
Va ampliar el seu camp de treball a Itàlia, actuant en films de destacats directors com Mario Monicelli, Valerio Zurlini, Francesco Salviati i Ettore Scola, entre d'altres.
En la següent dècada, va participar en una altra trentena més de pel·lícules, sent nominat al Premi César per 1.280 ànimes de Bertrand Tavernier, i per Les Ripoux (1984) que tindria dues seqüeles més, el 1990 i 2003. Va obtenir també el premi BAFTA al millor actor, pel seu treball en Cinema Paradiso (1988), de Giuseppe Tornatore, al costat d'altres premis més.
El seu segon Premi César el va rebre pel seu treball en La vida i res més (1990), de Bertrand Tavernier. Va interpretar al poeta Pablo Neruda en el film Il postino (1994), de Michael Radford, pel·lícula que va rebre nombrosos premis internacionals; actuant en la dècada de 1990 en una trentena de pel·lícules més.
En la dècada de 2000 va aportar vuit films. La seva última pel·lícula va ser 3 amis (2007), de Michel Boujenah.
Al maig de 2000, va rebre el premi Trophée du meilleur ouvrier de France atorgat pel president del Festival de Cannes, Gilles Jacob. El 14 de juliol de 2005, va rebre la condecoració Legió d'Honor en el grau de Cavaller.
La seva prolífica carrera va arribar a prop dels 150 films, tocant pràcticament tots els gèneres cinematogràfics, des de la comèdia fins al drama. És considerat un dels actors més populars del cinema francès i internacional i a més de l'ambient teatral.
Malalt de càncer, va morir als 76 anys a París. Les seves restes reposen en el Cementiri de Montparnasse, a la mateixa ciutat.

## Filmografia
- 1967: L'una i l'altra
- 1970: Els capricis de Maria
- 1972: L'atemptat (L'attentat)
- 1975: El vell fusell
- 1976: El jutge i l'assassí
- 1982: Amics meus 2 (Amici miei atto II)
- 1984: Fort Saganne
- 1988: Cinema Paradiso
- 1989: El retorn dels mosqueters (The Return of the Musketeers)
- 1989: La vida i res més (La Vie et rien d'autre)
- 1990: Uranus de Claude Berri.
- 1990: Ripoux contre ripoux de Claude Zidi.
- 1991: J'embrasse pas de André Téchiné.
- 1992: Tango  de Patrice Leconte.
- 1994: Il postino, de Michael Radford.
- 1994: La filla de d'Artagnan (La Fille de d'Artagnan) de Bertrand Tavernier.
- 1994: Grosse fatigue de Michel Blanc.
- 1996: Les Grands Ducs de Patrice Leconte.
- 1996: Fantôme avec chauffeur de Gérard Oury.
- 1997: Les Palmes de M. Schutz de Claude Pinoteau.
- 1997: Soleil' de Roger Hanin.
- 1999: Le Pique-nique de Lulu Kreutz de Didier Martiny.
- 2001: Un honnête commerçant de Philippe Blasband
- 2003: Les Côtelettes de Bertrand Blier
- 2003: Père et Fils de Michel Boujenah
- 2003: Le Chien, le Général et les Oiseaux
- 2003: Ripoux 3 de Claude Zidi
- 2005: Edy de Stéphan Guérin-Tillié
- 2005: Marcello, una vita dolce documental de Mario Canale i Anna-Rosa Morri
- 2006: Voie d'eau de Matthieu-David Cournot
- 2007: Trois amis de Michel Boujenah

## Premis i nominacions

### Premis
- 1976. César al millor actor per El vell fusell
- 1990. César al millor actor per La vie et rien d'autre
- 1990. BAFTA al millor actor per Cinema Paradiso

### Nominacions
- 1981. César al millor actor per Pile ou face
- 1982. César al millor actor per Coup de torchon
- 1985. César al millor actor per Les ripoux